# Col du Mollendruz
Col du Mollendruz är ett bergspass i Schweiz. Det ligger i distriktet Morges och kantonen Vaud, i den västra delen av landet, 90 km väster om huvudstaden Bern. Col du Mollendruz ligger 1 180 meter över havet.